# Chapter 2: The Child
"Chapter 2: The Child" (Capítulo 2: El Niño) es el segundo episodio de la primera temporada de la serie de streaming The Mandalorian. El episodio fue emitido por primera vez el 15 de noviembre de 2019 a través de Disney+ y en 2020 estará disponible en el resto del mundo a través de la plataforma de streaming.

## Argumento
El Mandaloriano regresa a su nave con el bebe a cuestas después de asesinar a los criminales que interrumpían la paz en un lugar de Arvala-7, pero es atacado por un trío de guerreros trandoshanos (uno de ellos tiene un llavero de rastreo) . En su lucha logra aturdir a dos de ellos y matar al último que iba a asesinar al bebe. Más tarde, mientras el Mandaloriano intenta curar su herida, el bebe intenta sanarlo, intentando usar el poder de la fuerza, pero el Mandaloriano se lo impide, regresándolo a su cuna.
A la mañana siguiente, el Mandaloriano descubre que un grupo de Jawas están robando piezas de su nave. Esto lo enfurece y comienza a disparar contra ellos, desintegrando a algunos jawas. Estos comienzan a escapar, yéndose a su sandcrawler, el Mandaloriano corre hacia allí para recuperar sus piezas, sujetándose del costado, con el bebe atrás. Los Jawas comienzan a lanzarle diferentes cosas para hacer que se caiga, pero comienza a escalar hacia la cubierta. Después de una breve batalla logra llegar a la cubierta pero ellos lo aturden con explosiones de iones, cayendo hacia el suelo.
El Mandaloriano regresa a su nave para descubrir que esta estropeada. Entonces el junto al bebe, deciden buscar a Kuiil para pedir ayuda, sugiriendo que haga una negociación con ellos. Los dos parten en busca del grupo de Jawas. Al día siguiente, intentan hacer una regañadiente negociación a cambio de que el Mandaloriano recupere las partes de su nave a cambio de recuperar un huevo.
El Mandaloriano logra localizar una cueva gigante, donde se mete para buscar al huevo, encontrándose con una bestia, empujándolo fuertemente hacia afuera de la cueva. Comienzan a protagonizar una batalla, con la bestia destruyendo el armamento del Mandaloriano. Cuando esta a punto de ser asesinado por la bestia, el bebe comienza a utilizar la fuerza, levantando a la bestia, dejando al bebe sin fuerzas. Finalmente el Mandaloriano apuñala y mata a la bestia, regresando a la cueva para recojer el huevo.
Cuando los Jawas están a punto de irse, el Mandaloriano regresa con el huevo. Los Jawas emocionados, lo abren y se comen la yema. Así finalizando la negociación. Mientras el Mandaloriano y Kuiil reparan su nave, este intenta ofrecerle una recompensa a Kuiil, rechazándola. El Mandaloriano sube a su nave despidiéndose y se va con el bebe, despertándose por primera vez después de agotarse usando la Fuerza.

## Producción
El episodio está dirigido por Rick Famuyiwa y escrito por Jon Favreau.

## Recepción
"The Child" actualmente tiene un 95% entre los críticos de Rotten Tomatoes con 22 reseñas y un 8.9 en IMDb basado en más de 1100 reseñas. Chris E. Hayner, de GameSpot, describió el segundo episodio como "el programa que estábamos buscando". Susana Polo de Polygon dijo que el episodio "se siente como uno de los mayores éxitos de Cartoon Network" comparándolo con Samurai Jack. Ben Lindbergh, de The Ringer, cuestionó que la habilidad del Mandaloriano creyera ser "la mejor en el parsec, pero después de ser sumergido repetidamente en Arvala-7, parece que ese respaldo se traduce en 'el cazarrecompensas más funcional en un grupo de talentos limitado'".